# Gabriel Breynat
Pour les articles homonymes, voir Breynat.
Gabriel Joseph Élie Breynat, né à Saint-Vallier-sur-Rhône le 6 octobre 1867 et mort à Écully le 10 mars 1954, est un missionnaire français.

## Biographie
Né à Saint-Vallier dans la Drôme le 6 octobre 1867, Gabriel Breynat reçoit le baptême le 11 du même mois. Son père, Antoine, est facteur et sa mère Philomène Lara, couturière. Il a un frère aîné au moment de sa naissance, Joseph. Sa sœur, Marie, le suit de dix-huit mois et un autre frère, Louis, meurt quelques mois après sa naissance. 
Élevé chez les sœurs de Saint-Joseph, il est admis à sa première communions le 11 mai 1878. Lorsque les lois Jules Ferry rendent l'école laïque, ses parents refusent qu'il aille dans un tel établissement et l'envoie chez les Frères Maristes de Sarras. C'est à cette époque qu'il dit recevoir sa vocation d'« une belle Dame [qui lui] est apparue » dans son sommeil. 
Il entre au Séminaire Notre-Dame de Valence en octobre 1878 et obtient le baccalauréat à la Faculté de Lyon en octobre 1879 puis l'année suivante est diplômé en Sciences et philosophie de la Faculté d'Aix-en-Provence. 
En octobre 1887, Gabriel Breynat est au Grand Séminaire de Romans. Malgré l'opposition familiale, il se décide à accomplir ce dont il se sent missionné, entrer chez les Oblats et rejoindre les missions du Mackenzie. Ainsi, il fait son noviciat à Notre-Dame-de-l'Osier (1er mai 1888).
En mai 1889, il apprend sa nomination pour poursuivre ses études de théologie à Bleijerheide (nl) aux Pays-Bas qu'il rejoint en fin d'année puis est transféré en octobre 1891 à Liège où il fait sa demande pour les missions du Mackenzie, demande qui est acceptée. Il reçoit alors une lettre du 13 janvier 1892 de Monseigneur Grouard, qui lui apprend qu'il souhaite l'ordonner le 21 février. 
Il reçoit ainsi l'ordination dans la chapelle du Scolasticat. Le 4 avril 1892, il part de Paris à destination de Liverpool où il embarque le 7 sur le Mongolian et arrive à Halifax le 16 avant de rejoindre Montréal. Une excursion de Montréal à Edmonton, lui permet de rencontrer certains grands noms des missions de l'ouest-canadien tels Alexis André ou Vital Grandin. Il retrouve Grandin à Athabasca Landing où se prépare le voyage vers le Lac Athabasca. La mission de la Nativité (Fort Chipewyan) est atteinte le 15 juin après un mois d'expédition.
Chargé de la mission de Notre-Dame-des-Sept-Douleurs, en 1894, il apprend par le courrier d'hiver la mort de sa mère et de sa sœur à dix jours d'intervalle. Ces deux décès font suite à celui de son père survenu six mois après son départ.
Le 22 juillet 1901, il apprend que le vicariat est divisé en deux. Mgr Grouard devient ainsi évêque d'Athabaska et lui le premier vicaire du Mackenzie, avec pour évêché d'Adramytte (de) . Il le restera jusqu'en 1943. Il est consacré par Mgr Grouard et co-consacré par Isidore Clut et Albert Pascal. Il est ainsi le premier vicaire apostolique du Mackenzie. 
En 1921, il est invité comme membre honoraire par le Délégué surintendant général D. Scott, à une commission envoyée dans le Grand Nord pour y conclure un traité avec les tribus autochtones du Mackenzie. 
Assistant au trône pontifical à partir de 1932, il est archevêque titulaire de Garella (de) de 1939 à 1943.

## Publications
- Saint Joseph, père vierge de Jésus, 1939
- Cinquante ans au pays des neiges, 3 vols., 1948
- L'Aventure apostolique, Bibliothèque catholique, 1953